# ماري بيج ستون
ماري بيج ستون (بالإنجليزية: Mary Page Stone)‏ هي طبيبة أسترالية، ولدت في 31 مايو 1865، وتوفيت في 19 ديسمبر 1910 في Auburn, Victoria ‏ في أستراليا بسبب حادث مرور.